# Славяносръбски език
Славяносръбският език (славяносербскій, словенскій) (и на сръбски: Славеносрпски језик) е стара книжовна разновидност на сръбския език, използвана в края на 18-и и началото на 19-и в. от образованите градски слоеве и като официален език на сръбската държава до 1868 г.
Йозеф Добровски през 1792 г. критикува Август Шльоцер, че отделя българския от славяносръбския.
Стематографията на Христофор Жефарович от 18 век е написана на славяносръбски език.
С голямото преселение по Военната граница на Австрийската империя в края на 17, и началото на 18 век, пречанските сърби в рамките на Хабсбургската монархия попадат под натиска на Хабсбургската империя за въвеждане на форма на илирийски език на латиница. Тези опити са изтълкувани като нападение върху сръбската народноверска същност и като форма на отпор, православната църковна йерархия се обръща за помощ към Русия на Петър Първи, който изпраща книги и учители. По същество, езикът който идва от Русия, е тогавашният руски църковнославянски език, който заменя сръбския църковнославянски език. Тъй като тези две форми по онова време се различават значително, скоро възниква реакция от страна на образованите слоеве на сръбското общество. Така възниква славяносръбския език като компромис между руския църковнославянски език и говора на сърбските граждански слоеве във Войводина. Самонаименованието на този език е словенскій (което ще рече славянски), но то не се използва, за да не се бърка със съвременния словенски език.
Благодарение на делата на Вук Караджич (под менторството на Ерней Копитар, който прокарва книжовната южнославянска политика на Балканите на Австрийската империя), славяносръбският е изтласкан от употреба посредством неговата езикова и книжовна реформа, която е окончателно въведена за официална в Княжество Сърбия през 1868 г. по времето на разтурянето на Втората българска легия с крайното изгонване на турците от Белградската крепост (последвано от убийството на княз Михаил Обренович в края на тази 1868 г.).